# Bodo Illgner
Bodo Illgner (ur. 7 kwietnia 1967 w Koblencji) – niemiecki piłkarz, grający na pozycji bramkarza. Z reprezentacją Niemiec, w której barwach rozegrał 54 mecze, zdobył mistrzostwo świata w 1990 roku i wicemistrzostwo Europy w 1992 roku. Przez pięć lat był zawodnikiem Realu Madryt. Dwukrotnie wygrał z nim rywalizację w Primera División i tyle samo razy triumfował w Lidze Mistrzów.

## Sukcesy piłkarskie
- wicemistrzostwo Niemiec 1986 i 1991, finał Pucharu UEFA 1986 oraz finał Pucharu Niemiec 1991 z 1. FC Köln
- mistrzostwo Hiszpanii 1997 i 2001, Superpuchar Hiszpanii 1997, Puchar Mistrzów 1998 i 2000 oraz Puchar Interkontynentalny 1998 z Realem Madryt.

W reprezentacji Niemiec od 1987 do 1994 r. rozegrał 54 mecze – mistrzostwo świata 1990, wicemistrzostwo Europy 1992 oraz start na Mistrzostwach Świata 1994 (ćwierćfinał).

## Życie prywatne
Illgner jest żonaty z Bianką, z którą ma jedną córkę.